# Vesselsat 1
Vesselsat 1 — люксембургский навигационный спутник. Первый произведённый в Люксембурге компанией LuxSpace по заказу Orbcomm спутник запущен в Индии ракетой-носителем PSLV-CA18 с космодрома Шрихарикота вместе с тремя другими спутниками. Микроспутник кубической формы с ребрами по 30 см массой 28 кг оснащён передатчиком Автоматической Идентификационной Системы (АИС) и предназначен для отслеживания положения морских судов. Три спутника Vesselsat после серии тестов будут включены в группировку из 18 спутников Orbcomm второго поколения.